# 786 pr. n. št.

## Smrti
- Menua, kralj Urartuja (* 860. leta pr. n. št.)